# 固有层
固有层是一层薄薄的结缔组织，构成湿润内层的一部分，称为黏膜，黏附在身体的各种管道中，如呼吸道、胃肠道和泌尿生殖道。
固有层是一层薄薄的疏松结缔组织，位于上皮下方，与上皮和基底膜一起构成粘膜。正如其拉丁名所示，它是粘膜的特征成分，或粘膜的“自身特殊层”。因此，术语粘膜是指上皮和固有层的组合。
固有层结缔组织疏松，细胞丰富。固有层的细胞是可变的，可以包括成纤维细胞、淋巴细胞、浆细胞、巨噬细胞、嗜酸性白细胞和肥大细胞。它为上皮提供支持和营养，以及与底层组织结合的方式。结缔组织表面的不规则性，如舌中发现的乳头，增加了固有层和上皮的接触面积。

## 结构
固有层是一个疏松的结缔组织，它不像黏膜下层的结缔组织那样纤维化。固有层的结缔组织和结构非常具有可压缩性和弹性，可以在需要扩张的器官中看到，例如膀胱。弹性器官固有层中的胶原蛋白在机械功能中起主要作用。在膀胱中，固有层的胶原蛋白成分通过复杂的卷绕实现结构、抗拉强度和顺应性。有人认为肌成纤维细胞也存在于几个器官的固有层中。肌成纤维细胞具有平滑肌和成纤维细胞的特征。
固有层也可能富含血管网、淋巴管、弹性纤维和来自黏膜肌层的平滑肌束。固有层也有传入和传出神经末梢。可能存在免疫细胞和淋巴组织，包括淋巴结节和毛细血管。平滑肌纤维可能位于固有层，例如肠绒毛。它几乎没有脂肪细胞。淋巴管穿透粘膜并位于上皮基底膜下方，从那里排出固有层。上皮细胞的快速死亡和再生留下了许多凋亡细胞体。已发现这些物质进入固有层，其中大部分位于巨噬细胞内。

## 功能

### 在免疫系统中的作用
由于上皮经常受到外部压力，并且有些脆弱，固有层承载着许多免疫细胞。在肠道中，免疫系统必须对正常的肠道菌群有耐受性，但对病原微生物有反应。这种失衡会导致炎症性疾病，如炎症性肠病。固有层富含巨噬细胞和淋巴细胞，是发生免疫反应的关键部位。它构成屏障的一部分，保护内部组织免受外部病原微生物，特别是胃肠道病原微生物的影响。

## 临床意义
上皮癌的进展通常依赖于深部和局部淋巴结的浸润。固有层是粘膜下层的屏障之一，是上皮癌浸润的重要区域，淋巴浸润是淋巴结转移的独立预测因子，尤其在胃癌中。一旦肿瘤突破基底膜到达固有层，就会暴露在淋巴管中，这可能会增加转移率和癌症进展。深入粘膜下层会增加对淋巴管的暴露。
长期炎症是癌症发展的危险因素。当处于较大压力下时，固有层巨噬细胞释放促炎信号，这可能导致癌症发生的可能性增加。一个例子是IL-6/STAT3通路的过度激活，这与结肠炎相关的癌症有关。